# The Chronic
The Chronic — дебютный студийный альбом американского рэпера Dr. Dre, выпущенный 15 декабря 1992 года на лейбле Death Row Records.
Альбом был записан в июне 1992 года на студии Death Row Records в Лос-Анджелесе при участии хип-хоп артистов Западного побережья, включая Snoop Doggy Dogg, Daz Dillinger, Kurupt, Nate Dogg и Warren G (сводного брата Dr. Dre), которым альбом помог начать их собственную карьеру. Дистрибуцией альбома занимался лейбл Interscope Records.
Это был первый сольный альбом Dr. Dre после того, как он покинул хип-хоп группу N.W.A. и её лейбл Ruthless Records из-за финансового спора. The Chronic содержал как скрытые, так и прямые оскорбления в адрес лейбла Ruthless Records и его владельца, бывшего члена N.W.A., Eazy-E. Альбом был назван в честь сленгового названия высококачественного сорта каннабиса («Chronic»), а его обложка — дань уважения папиросной бумаге Zig-Zag.
Альбом достиг 3 места в чарте Billboard 200 и 1 места в чарте Top R&B/Hip-Hop Albums в американском журнале Billboard. Альбом был продан тиражом более трёх миллионов экземпляров в Соединённых Штатах и был сертифицирован RIAA как «трижды платиновый» спустя год после выхода, 3 ноября 1993 года, что привело к тому, что Dr. Dre вошёл в десятку самых продаваемых американских артистов-исполнителей 1993 года. По данным Nielsen SoundScan, по состоянию на июль 2015 года альбом был продан в США в количестве 5,7 миллионов копии за счёт платного цифрового скачивания.
Альбом содержит три сингла, которые попали в чарты журнала Billboard: «Nuthin’ But a “G” Thang», «Let Me Ride» и «Dre Day». «Nuthin’ but a „G“ Thang» достиг 2 места в чарте Billboard Hot 100 и 1 места в чартах Hot R&B/Hip-Hop Singles & Tracks и Hot Rap Singles. В 1993 году «Nuthin’ But a „G“ Thang» был сертифицирован RIAA как «платиновый», в то время как «Dre Day» стал «золотым» по продажам в США. В 1994 году «Let Me Ride» принёс Dr. Dre премию «Грэмми» за лучшее сольное рэп-исполнение, а песня «Nuthin’ But a „G“ Thang» была номинирована на Лучшее рэп-исполнение дуэтом или группой на 36-й церемонии «Грэмми».
Продакшн Dr. Dre был отмечен за популяризацию поджанра джи-фанк в гангста-рэпе. The Chronic широко известен как один из самых важных и влиятельных альбомов 1990-х годов, и считается многими поклонниками и коллегами одним из самых хорошо спродюсированных хип-хоп альбомов всех времён. В 2003 году альбом The Chronic был помещён на 138 место в списке «500 величайших альбомов всех времён по версии журнала Rolling Stone».

## Музыка

### Продакшн
Продакшн на альбоме The Chronic был расценён как инновационный и новаторский, и получил всеобщее признание критиков. AllMusic прокомментировал усилия Dr. Dre: «Здесь Дре создал свой запатентованный звук джи-фанк: жирные, приглушённые биты групп Parliament-Funkadelic, душевный бэк-вокал и живые инструменты в непрерывных басовых линиях и плаксивых синтезаторах» и это «В течение следующих четырёх лет было практически невозможно услышать мейнстрим хип-хоп, на который не оказали никакого влияния Дре и его запатентованный джи-фанк». В отличие от других хип-хоп продюсеров (таких как The Bomb Squad), которые сильно семплировали, Dr. Dre использовал только один или несколько семплов в одной песне. В списке The Immortals — The Greatest Artists of All Time американского журнала Rolling Stone, где Dr. Dre занял 56 место, Kanye West писал о качестве продакшена альбома: «The Chronic по-прежнему является хип-хоп эквивалентом альбому Songs in the Key of Life певца Стиви Уандера. Это эталон, с которым вы сравниваете свой альбом, если вы серьёзны».
Джон Парелес из американской газеты The New York Times описал продакшн, написав «Нижний регистр — это болотистые басовые линии синтезатора, которые откровенно имитируют звучание Parliament-Funkadelic; верхний конец — часто одинокая клавишная линия, непрерывно свистящая или пищащая». Между ними широко открытые пространства, которые содержат только ритм-гитару, редкие клавишные аккорды". Парелес заметил, что песни «были более плавными и более простыми, чем рэп Восточного побережья, и [Dr. Dre и Snoop Dogg] решительно расширили хип-хоп аудиторию в пригородных районах». До этого момента мейнстрим хип-хопом была в основном музыка для вечеринок (например, Beastie Boys) или для расширения прав и возможностей и политически заряженная (например, Public Enemy или X-Clan), и состоявшая почти полностью из семплов и брейкбитов. Dr. Dre открыл новый музыкальный стиль и тексты для хип-хопа. Биты были медленнее и мягче, семплы фанк музыки конца 1970-х и начала 1980-х. Смешивая эти ранние влияния с оригинальными живыми инструментами, был создан особый жанр, известный как джи-фанк.

### Лирика
Лирика альбома вызвала некоторые противоречия, поскольку тематика включала в себя сексизм и жестокость. Было отмечено, что альбом был «пугающей смесью городских уличных банд, которая включает в себя женоненавистническую сексуальную политику и сценарии жестокой мести».
Большинство участников группы N.W.A. были упомянуты на альбоме; Eazy-E и Ice Cube были оскорблены на втором сингле «Fuck Wit Dre Day», в то время как MC Ren, однако, был упомянут во вступлении альбома. Dr. Dre оскорбил бывшего товарища по группе, Eazy-E, в порочной лирике, которая была в основном направлена на то, чтобы оскорбить его врага гомосексуальными последствиями, хотя было отмечено, что он обладает «энергичным умом в выражениях и рифмах; другими словами, песня оскорбительна, но она „творчески“ оскорбительна».
Snoop Doggy Dogg, сыгравший значительную роль на альбоме, получил высокую оценку за тексты и флоу, и было упомянуто, что «В сочетании с его изобретательными рифмами отличительный стиль Снупа сделал его суперзвездой ещё до того, как он выпустил собственную запись» и что его участие было так же важно для успеха альбома, как и его продакшн. Журналист Touré из американской газеты The New York Times отмечает, что «Хотя Снуп рифмует деликатно, содержание — это не что иное, как взросление в бедности, часто в окружении насилия и, отсидев шесть месяцев в тюрьме округа Уэйсайд за пределами Лос-Анджелеса (за хранение кокаина), он получил опыт Снуп Догга, на который он опирается». Снуп Догг позже прокомментировал «реальность» его лирики, заявив: "Мой рэп — это инциденты, которые я либо видел, что это случилось с одним из моих близких друзей, либо я знаю об этом, просто находясь в гетто. Я не могу читать рэп о том, чего не знаю. Вы никогда не услышите, чтобы я рифмовал о степени бакалавра. Это только то, что я знаю, и это и есть уличная жизнь. Это всё повседневная жизнь, реальность.

## Синглы
Три сингла были выпущены из альбома: «Nuthin’ But a “G” Thang», «Fuck wit Dre Day» и «Let Me Ride».
«Nuthin’ But a „G“ Thang» был выпущен в качестве первого сингла 19 ноября 1992 года. Он достиг 2 места в чарте Billboard Hot 100 и 1 места в чартах Hot R&B/Hip-Hop Singles & Tracks и Hot Rap Singles. Он был продан тиражом более миллиона экземпляров, и Ассоциация звукозаписывающей индустрии Америки (RIAA) сертифицировала его как «платиновый» 24 марта 1993 года.
Песня была номинирована на Лучшее рэп-исполнение дуэтом или группой на 36-й церемонии «Грэмми», но проиграл награду песне «Rebirth of Slick (Cool Like Dat)» группы Digable Planets. Стив Хьюи из AllMusic назвал песню «архетипическим джи-фанк синглом» и добавил, что "звук, стиль и исполнение «Nuthin’ But a „G“ Thang» были не похожи ни на что в хип-хоп сцене начала 90-х годов". Он высоко оценил появление Снуп Догга, заявив, что флоу (Снуп Догга) было лаконичным и расслабленным, невероятно уверенным и способным к скорострельным скороговоркам, но хладнокровно и почти без усилий в то же время". Сегодня это одна из самых признанных критиками и коммерческих хип-хоп/рэп песен всех времён. Она признана 134-й самой лучшей песней за всё время сайтом Acclaimedmusic.net и шестой самой лучшей хип-хоп/рэп-песней, и в ходе опроса VH1 выбрана как 13-я самая лучшая песня 1990-х.
«Fuck wit Dre Day (And Everybody’s Celebratin’)» была выпущена как второй сингл 20 мая 1993 года и, как и предыдущий сингл, был хитом в нескольких чартах. Сингл достиг 8 места в чарте Billboard Hot 100 и 6 места в чарте Hot R&B/Hip-Hop Singles & Tracks. Было продано более 500 тысяч единиц сингла, и RIAA сертифицировала его как «золотой» 10 августа 1993 года. Автор сайта Allmusic Стив Хьюи заявил, что эта песня была «классическим хип-хоп синглом», сославшись на то, что продакшн Dr. Dre «безупречен как никогда, объединяя его фирменные плаксивые мелодии синтезатора с прерывистой, нисходящей басовой линией, быстро нарастающим снэром и проникновенным женским вокалом на заднем плане» и намекал на Снуп Догга, заявляя, что «Подход Снупа был чем-то, что было у Снупа из самых глубин, его растягивание слова, спокойная подача прогнозирует неоспоримый контроль — это звучало лениво, хотя это и не было так, и это помогло установить безобидную персону Снупа». Трек содержит прямые оскорбления рэперов: рэпера Восточного побережья Tim Dog, участника группы 2 Live Crew, Luke, и бывших соучастников Дре, Eazy-E и Ice Cube.
«Let Me Ride» был выпущен как кассетный сингл 13 сентября 1993 года. Он имел умеренный успех в чартах, достигнув 34 места в чарте Billboard Hot 100 и 3 места в чарте Hot Rap Singles. За эту песню Dr. Dre выиграл премию «Грэмми» за лучшее сольное рэп-исполнение на 36-й церемонии «Грэмми». В этой песне и песне «Nuthin’ But a „G“ Thang», журнал Time отметил, что куплеты Dr. Dre были доставлены с «гипнотически пугающей лёгкостью» и давали им ощущение «заката на широко открытом бульваре Лос-Анджелеса, полном возможностей и угроз».

## Приём критиков
| Оценки критиков               | Оценки критиков |
| Источник                      | Оценка          |
| ----------------------------- | --------------- |
| AllMusic                      | [ 1 ]           |
| Blender                       | [ 36 ]          |
| Encyclopedia of Popular Music | [ 37 ]          |
| Entertainment Weekly          | A+              |
| Los Angeles Times             | [ 39 ]          |
| Pitchfork                     | 10/10           |
| Rolling Stone                 | [ 24 ]          |
| The Rolling Stone Album Guide | [ 41 ]          |
| USA Today                     | [ 42 ]          |
| The Village Voice             | C+              |

В современном обзоре для Rolling Stone Хавелок Нельсон написал, что альбом «выдаёт грубый реализм и отдаёт дань хип-хоп виртуозности». Entertainment Weekly сказал, что он «бушует от ярости, гуляет с уверенностью и отражает социальный реализм, который часто уродлив и ужасен». Журнал The Source утверждал, что «стиль Снуп Догга а-ля-Slick Rick» создаёт «новую почву для MC Западного побережья» и что альбом является «инновационной и прогрессивной хип-хоп упаковкой, которую нельзя пропустить.». Эдна Гундерсен из USA Today посчитала «бесспорным мастерство Дре как мастера битов и уличного проповедника». Джонатан Голд из Los Angeles Times писал, что, хотя рэперам не хватает «сообразительности» и «ритмической виртуозности», артистизм Дре «наравне с Филом Спектором или Брайаном Уилсоном». Голд утверждал, что, поскольку Dre воссоздаёт, а не семплирует биты и инструментальную работу, преданность готового альбома не подвержена влиянию «неуклюжих R&B-записей, которые были сыграны миллион раз», в отличие от продакшена хип-хопа на Восточном побережье.
Грег Кот был менее восторженным в американской газете Chicago Tribune, считая The Chronic поверхностным, грубым развлечением, и в то же время писал, что «Dre сочетает уличную потенцию с бандитской глупостью в равной степени». Критик Village Voice Роберт Кристгау назвал его «социопатической легкой музыкой» и «плохой поп-музыкой», чьё нововведение — уход Дре от семплирования — не вдохновлено современным Пи-Фанком, а скорее саундтреками к фильмам в жанре Blaxploitation, которые привели его к объединению банальных басовых партий с имитацией «высокого тонального сустейна Берни Уоррелла», в основном раздражающего звука, который в контексте всегда означал фантазию, а не забитую камнями реальность, потерю себя или, в лучшем случае, Dre никогда не приближается к ней, грандиозная фишка.". Он чувствовал, что жестокие лирические угрозы были расплывчаты и лишены деталей, но этот Снуп Догг рифмовал «забавно» и менее глупо, чем Дре. Адам Хиггинботам из журнала Select высказал мнение, что The Chronic был не таким сильным, как релизы других гангста-рэп-исполнителей, таких как Ice Cube и Da Lench Mob, и не нашёл его ни «музыкально острым, ни лирически умным, как последний». Его рецензия пришла к выводу, что альбом звучал как «все пешеходные биты из альбома The Predator», но всё же он был лучше, чем что-либо выпущенное Eazy-E.
В ретроспективном материале Джон Парелес из газеты The New York Times сказал, что The Chronic и альбом Снуп Догга Doggystyle «заставили гангста жизнь звучать как вечеринка, иногда прерываемую перестрелкой». Стив Хьюи из AllMusic сравнил Dr. Dre с его вдохновением, Джорджем Клинтоном, заявив, что «Дре такой же непринужденный в стиле фанки, и он лучше чувствует припев, это ловкость, которая внедрила гангста-рэп в поп-чарты». Автор сервиса потоковой музыки Rhapsody Бролин Виннинг назвал альбом «неприкасаемым шедевром калифорнийского гангста-рэпа» и что он содержит «трек за треком драгоценных камней джи-фанка». В списке «500 величайших альбомов всех времён по версии журнала Rolling Stone» было отмечено, что «Dre смешал рифмы с гладким сильно басовым стилем продакшена и спокойной подачей тогда неизвестного рэпера Snoop Doggy Dogg». Джош Тиранджил из журнала Time заявляет, что Dr. Dre создал «звук, который определил время начала 90-х годов в Лос-Анджелесе так же, как лейбл Motown определил время 60-х в Детройте». Лаура Синагра, пишущая для The Rolling Stone Album Guide (2004), сказала, что The Chronic «содержит потрясающие биты Funkadelic, разработанные для того, чтобы грохотать в ваших динамиках, в то время как фактическая жестокость лирики выносит ваш задымлённый разум».

### Ретроспектива
В 1994 году «Nuthin’ But a “G” Thang» и «Let Me Ride» были номинированы на 36-й церемонии «Грэмми», причём последний выиграл для Dr. Dre премию «Грэмми» за лучшее сольное рэп-исполнение. В том же году читатели журнала Hip Hop Connection признали его четвёртым лучшим альбомом за всё время, что привело журнал к размышлениям: «Через несколько лет его даже можно будет вспомнить как Лучший рэп-альбом всех времён».
The Chronic был включён в список журнала Vibe «100 основных альбомов 20-го века», а затем журнал включил его в свой список «10 лучших рэп-альбомов за всё время», окрестив его «опусом, определяющим десятилетие». Пластинка заняла восьмое место в журнале Spin в списке «90 величайших альбомов 90-х», а в 2005 году она заняла 35-е место в списке «100 величайших альбомов 1985—2005». В 2003 году журнал Rolling Stone поместил альбом The Chronic на 138 место в списке «500 величайших альбомов всех времён по версии журнала Rolling Stone». В 2005 году MTV Networks назвал The Chronic третьим по величине хип-хоп альбомом в истории. В следующем году журнал Time назвал его одним из «100 альбомов за всё время». В ретроспективном выпуске журнал XXL присудил The Chronic превосходный рейтинг «XXL». Журнал The Source, который первоначально дал альбому рейтинг 4,5 из 5 микрофонов в 1993 году, позже включит его в свой список «100 лучших рэп-альбомов»; в 2008 году бывший редактор журнала Реджинальд Деннис заметил, что он «дал бы ему пять» в ретроспективе — у редакторов журнала было строгое правило, запрещающее рейтинги в пять микрофонов в то время, — и что «никто не мог предсказать сейсмический сдвиг, который произведёт этот альбом». The Chronic был помещён в книгу 1001 альбом, которые вы должны услышать, прежде чем умереть.

## Коммерческий успех
По состоянию на 2015 год альбом был продан в США в количестве 5,7 миллионов экземпляров и был сертифицирован сертифицирован RIAA как «трижды платиновый» спустя год после выхода, 3 ноября 1993 года. Это второй самый продаваемый альбом Dr. Dre, так как его следующий альбом 2001 года получил «платиновый» сертификат. Альбом впервые появился в музыкальных чартах в 1993 году, достигнув 3 места в чарте Billboard 200 и 1 места в чарте Top R&B/Hip-Hop Albums. The Chronic провёл восемь месяцев в первой десятке чарта Billboard. Три сингла альбома вошли в десятку лучших синглов журнала Billboard. «Nuthin’ But a “G” Thang» достиг 2 места в чарте Billboard Hot 100 и 1 места в чартах Hot Rap Singles и Hot R&B Singles. «Fuck wit Dre Day» вошёл в десятку лучших синглов в четырёх разных чартах, включая чарт Hot R&B Singles (номер 6) и Hot 100 (номер 8).
The Chronic не появлялся в чарте альбомов Великобритании UK Albums Chart до 2000 года, спустя восемь лет после его первого издания, и достиг 43 места в июле 2004 года. Там было продано 260 814 экземпляров. The Chronic снова вернулся в чарты в 2003 году, попав в топ-75 альбомов Ирландии под номером 48 и в топ-75 альбомов Великобритании под номером 43 в 2004 году.

## Наследие

Сравнение папиросной бумаги Zig-Zag с обложкой альбома The Chronic

Отделившись от N.W.A., первый сольный альбом Dr. Dre утвердил его в качестве одной из самых больших звёзд хип-хопа в его эпоху. Писатель С. Л. Дафф из Yahoo! Music написал о влиянии альбома на его статус в хип-хопе в то время, заявив, что «значительная репутация Dre основана на этом релизе, наряду с его техникой продакшена на альбоме Doggystyle Снупа и его ранней работой с N.W.A. Что бы вы ни думали о чрезмерном хвастовстве в текстах, собранные Dre треки и биты безупречны». The Chronic принёс джи-фанк в мейнстрим — жанр, определяемый медленными басовыми битами и мелодичными синтезаторами, возглавляемый семплами Пи-Фанка, женскими вокалами и лаконичными фразами: спокойной лирической подачей, упоминаемой как «ленивое растягивание слова». Альбом был назван в честь сленгового названия высококачественного сорта каннабиса («Chronic»). Обложка альбома — дань уважения папиросной бумаге Zig-Zag. Роберт Кристгау сказал, что, хотя он «терпеть не может» этот альбом, он уважает The Chronic «за его влияние и значимость».
Альбом начал карьеру хип-хоп артистов Западного побережья, включая Snoop Doggy Dogg, Daz Dillinger, Kurupt, Nate Dogg и Warren G, сводного брата Dr. Dre — все они продолжили заниматься успешной коммерческой карьерой. The Chronic широко рассматривается как альбом, который переопределил хип-хоп на Западном побережье, продемонстрировал коммерческий потенциал гангста-рэпа как мультиплатиновый товар и утвердил джи-фанк как самый популярный звук в хип-хоп музыке в течение нескольких лет после его выпуска, с Dr. Dre, продюсирующим главные альбомы, которые сильно повлияли на его стиль продакшена. Успех альбома сделал лейбл Death Row Records доминирующей силой в хип-хопе 1990-х. Он был переиздан 3 раза, сначала как ремастированный компакт-диск, затем как ремастированный DualDisc с расширенным стерео и четырьмя видео, а в 2009 году лейбл WIDEawake переиздал альбом с пометкой «The Chronic: Re-Lit & From The Vault» — это двойной диск формата CD и DVD, на котором содержится 70 минут клипов, редких видео эпохи Death Row, 30-минутное интервью с Dr. Dre 1997 года и 7 бонусных аудио-треков. Синглы «Fuck wit Dre Day» и «Nuthin’ but a „G“ Thang» находятся в популярной видеоигре Grand Theft Auto: San Andreas на вымышленной радиостанции Radio Los Santos.

## Список композиций
- Все песни спродюсированы Dr. Dre.

| №  | Название                                         | Автор(ы) песни                                                      | Исполнители | Семплы | Время |
| -- | ------------------------------------------------ | ------------------------------------------------------------------- | --- | --- | ----- |
| 1  | «The Chronic» (Intro)                            | Snoop Dogg, Dr. Dre, Colin Wolfe                                    | - Snoop Dogg, Dr. Dre | - «Impeach the President» by The Honey Drippers - «Get Out of My Life, Woman» by Solomon Burke - «Funky Worm» by Ohio Players - «Country Cooking» by Jim Dandy - «The Shalimar» by Gylan Kain - «Colour Me Funky» by Parliament | 1:57  |
| 2  | «Fuck wit Dre Day (And Everybody’s Celebratin’)» | Dr. Dre, Snoop Dogg, Colin Wolfe                                    | - Первый куплет: Dr. Dre - Второй куплет: Snoop Dogg - Интерлюдия: RBX - Третий куплет: Snoop Dogg, Dr. Dre - Концовка: Snoop Dogg - Вокал в концовке: Jewell       | - «Atomic Dog» by George Clinton - «(Not Just) Knee Deep» by Funkadelic - «Funkentelechy», «The Big Bang Theory», «Aqua Boogie (A Psychoalphadiscobetabioaquadoloop)» by Parliament                                             | 4:52  |
| 3  | «Let Me Ride»                                    | Dr. Dre, RBX, Snoop Dogg                                            | - Куплеты: Dr. Dre - Рефрен: Snoop Dogg - Вокал: Ruben, Jewell | - «Mothership Connection (Star Child)», «Swing Down, Sweet Chariot (Live)» by Parliament - «Kissing My Love» (Drums) by Bill Withers - «Funky Drummer» (Drums) by James Brown                                                   | 4:21  |
| 4  | «The Day the Niggaz Took Over»                   | Dr. Dre, RBX, Snoop Dogg, Dat Nigga Daz                             | - Припев: Snoop Dogg, RBX - Первый куплет: Dat Nigga Daz - Второй куплет: Dr. Dre - Третий куплет: RBX - Четвёртый куплет: Dat Nigga Daz - Концовка: Snoop Dogg     | - Samples LA uprising documentary «Birth of a Nation 4x29x92» (directed by Matthew McDaniels) - «Love’s Gonna Get’cha (Material Love)» by Boogie Down Productions                                                               | 4:33  |
| 5  | «Nuthin’ But a “G” Thang»                        | Snoop Dogg, D.O.C., Dr. Dre                                         | - Dr. Dre, Snoop Dogg | - «I Want’a Do Something Freaky to You» by Leon Haywood - «Uphill (Peace of Mind)» by Kid Dynamite - «B Side Wins Again» by Public Enemy                                                                                        | 3:58  |
| 6  | «Deeez Nuuuts»                                   | Dr. Dre, Dat Nigga Daz, Snoop Dogg, Colin Wolfe, Nate Dogg          | - Вступление: Warren G - Припев: Snoop Dogg, Dr. Dre - Первый куплет: Dr. Dre - Второй куплет: Dat Nigga Daz - Третий куплет: Dr. Dre - Концовка: Nate Dogg         | - «Chestnuts» by Rudy Ray Moore - Excerpt from Perry Mason episode «The Case of the Runaway Corpse» - «Pull Fancy Dancer/Pull» by One Way                                                                                       | 5:06  |
| 7  | «Lil' Ghetto Boy»                                | Snoop Dogg, D.O.C., Dr. Dre                                         | - Первый куплет: Snoop Dogg - Второй куплет: Dr. Dre - Третий куплет: Snoop Dogg - Бэк-вокал: Dat Nigga Daz                                                         | - «Little Ghetto Boy» by Donny Hathaway - «I Get Lifted» by George McCrae - «The Get Out of the Ghetto Blues» by Gil Scott-Heron                                                                                                | 5:27  |
| 8  | «A Nigga Witta Gun»                              | D.O.C., Snoop Dogg, Dr. Dre                                         | - Dr. Dre | - «Big Sur Suite» by Johnny «Hammond» Smith - «Who’s the Man (With the Master Plan)» by The Kay Gees - «Friends» by Whodini | 3:52  |
| 9  | «Rat-Tat-Tat-Tat»                                | Dr. Dre, Snoop Dogg                                                 | - Вступление: RBX - Куплеты: Dr. Dre - Припев: Snoop Dogg, BJ - Концовка: Snoop Dogg                                                                                | - Audio sample from The Mack - «Vegetable Wagon» by Donny Hathaway - «Brothers Gonna Work It Out» by Willie Hutch - «Pot Belly» by Lou Donaldson                                                                                | 3:48  |
| 10 | «The $20 Sack Pyramid» (Skit)                    | D.O.C., Snoop Dogg, Dr. Dre                                         | - Вступление: Dr. Dre - Вокал: Snoop Dogg, Samara - Телеведущий: Big Tittie Nickie - Участник 1: The D.O.C. - Участник 2: Samara                                    | - «Papa Was Too» by Joe Tex | 2:53  |
| 11 | «Lyrical Gangbang»                               | Kurupt, RBX, The Lady of Rage, Snoop Dogg, Dr. Dre, D.O.C.          | - Первый куплет: The Lady of Rage - Второй куплет: Kurupt - Третий куплет: RBX                                                                                      | - «Damn» by The Nite-Liters - «When the Levee Breaks» by Led Zeppelin - «Played Like a Piano» by King Tee - «Hole in the Head» by Cypress Hill                                                                                  | 4:04  |
| 12 | «High Powered»                                   | Dr. Dre, RBX, Colin Wolfe                                           | - Вступление: Dr. Dre - Бэк-вокал: Lady of Rage - Куплеты: RBX - Концовка: Dat Nigga Daz                                                                            | - «Buffalo Gals» by Malcolm McLaren | 2:44  |
| 13 | «The Doctor’s Office» (Skit)                     | Dr. Dre, Kevin Lewis, Jewell, The Lady of Rage                      | - Jewell, The Lady of Rage, Dr. Dre | - «Back in Bed» by Jewell | 1:04  |
| 14 | «Stranded on Death Row»                          | Kurupt, RBX, The Lady of Rage, Snoop Dogg                           | - Вступление: Bushwick Bill - Первый куплет: Kurupt - Второй куплет: RBX - Третий куплет: The Lady of Rage - Четвёртый куплет: Snoop Dogg - Концовка: Bushwick Bill | - «Do Your Thing (Live)» by Isaac Hayes - «If It Don’t Turn You on (You Outta Leave It Alone)» by B.T. Express - «The Jam» by Graham Central Station                                                                            | 4:47  |
| 15 | «The Roach» (The Chronic Outro)                  | RBX, The Lady of Rage, Dat Nigga Daz                                | - Куплеты: RBX - Припев: Emmage, Ruben - Бэк-вокал: Dat Nigga Daz, The Lady of Rage, Jewell                                                                         | - «P. Funk (Wants to Get Funked Up)», «Colour Me Funky» by Parliament - «Impeach the President» (Drums) by The Honey Drippers                                                                                                   | 4:36  |
| 16 | «Bitches Ain’t Shit»                             | Dr. Dre, Colin Wolfe, Snoop Dogg, The D.O.C., Kurupt, Dat Nigga Daz | - Припев: Snoop Dogg - Первый куплет: Dr. Dre - Второй куплет: Dat Nigga Daz - Третий куплет: Kurupt - Четвёртый куплет: Snoop Dogg - Концовка: Jewell              | - «Adolescent Funk» by Funkadelic - «Let’s Get Small» by Trouble Funk | 4:48  |

| №  | Название                                         | Длительность |
| -- | ------------------------------------------------ | ------------ |
| 1. | «The Chronic» (In Enhanced Stereo)               | 62:04        |
| 2. | «Nuthin' But A 'G' Thang» (Original Music Video) | 4:47         |
| 3. | «Let Me Ride» (Original Music Video)             | 6:54         |
| 4. | «Dre Day» (Original Music Video)                 | 6:15         |
| 5. | «Lil' Ghetto Boy» (Original Music Video)         | 5:04         |

| №   | Название                         | Длительность |
| --- | -------------------------------- | ------------ |
| 17. | «Dre Day» (Original Music Video) | 6:15         |

| №   | Название                                                                                        | Длительность |
| --- | ----------------------------------------------------------------------------------------------- | ------------ |
| 1.  | «Dre Day» (Original Music Video)                                                                | 6:15         |
| 2.  | «Dre Day» (Censored Music Video)                                                                | 6:14         |
| 3.  | «Let Me Ride» (Original Music Video)                                                            | 6:54         |
| 4.  | «Let Me Ride» (TV Version Music Video)                                                          | 4:24         |
| 5.  | «Nuthin' But A 'G' Thang» (Original Music Video)                                                | 4:47         |
| 6.  | «Nuthin' But A 'G' Thang» (Unrated Music Video)                                                 | 4:48         |
| 7.  | «Lil' Ghetto Boy» (Original Music Video)                                                        | 5:04         |
| 8.  | «Dr. Dre Interview»                                                                             | 30:22        |
| 9.  | «The Robbery» (Featurette)                                                                      | 6:34         |
| 10. | «'The Chronic' Promo #1»                                                                        | 0:36         |
| 11. | «'The Chronic' Promo #2»                                                                        | 0:36         |
| 12. | «'The Chronic' Promo #3»                                                                        | 0:36         |
| 13. | «'The Chronic' Promo #4»                                                                        | 0:36         |
| 14. | «'The Chronic' Promo #5»                                                                        | 0:36         |
| 15. | «'The Chronic' Commercial #1»                                                                   | 0:36         |
| 16. | «'The Chronic' Commercial #2»                                                                   | 0:36         |
| 17. | «'The Chronic' Commercial #3»                                                                   | 0:36         |
| 18. | «'The Chronic' Commercial #4»                                                                   | 0:36         |
| 19. | «Dr. Dre in Saigon, CA» (Featurette)                                                            | 4:24         |
| 20. | «Poor Young Dave» (Audio) (performed by Snoop Dogg)                                             | 2:54         |
| 21. | «Slippin' In The West» (Audio) (performed by CPO and Kurupt)                                    | 5:06         |
| 22. | «Smoke Enough Bud» (Audio) (performed by Jewell and Snoop Dogg)                                 | 5:26         |
| 23. | «Foo Nay Mic» (Audio) (performed by CPO)                                                        | 4:24         |
| 24. | «Dogg Collar» (Audio) (performed by Snoop Dogg, Lady V, KV, Big Pimpin', 6'9°, Twin and Badass) | 5:04         |
| 25. | «Touchdown» (Audio) (performed by Snoop Dogg and Threat)                                        | 4:26         |
| 26. | «Would You Ride» (Audio) (performed by Kurupt, Amber, Tyrone, Daz and Snoop Dogg)               | 6:29         |

## Невошедший материал
- «The Hoe Hopper» (featuring Snoop Doggy Dogg) — записана во время сессий The Chronic, но вырезана из финального альбома.
- «Rat-Tat-Tat-Tat (Original)» — альтернативная версия той, которая была выпущена на альбоме. Оригинальный инструментал позже был использован в песне «And Ya Don’t Stop» рэпера Warren G на его альбоме Regulate...G Funk Era.
- «Mr. Officer» (featuring RBX and Prince Ital Joe) — оригинальная версия песни «The Day the Niggaz Took Over». Песня под названием «Mr. Officer» рэп-исполнительницы Michel’le была включена в сборник Suge Knight Represents: Chronic 2000. В 2016 году оригинальная песня была опубликована в интернете.
- «One Eight Seven» (featuring Snoop Doggy Dogg) — ремикс песни «Deep Cover» с другой лирикой и слегка изменённым битом, изначально предназначенный для альбома The Chronic, но был вырезан из-за песни «Cop Killer», и нашёл своё место как б-сторона на сингле «Dre Day».
- «Niggaz Don’t Give a Fuck» (featuring Tha Dogg Pound) — включён в саундтрек к фильму Poetic Justice.
- «Poor Young Dave» (featuring Snoop Doggy Dogg) — выпущен в 2009 году на Chronic Re-Lit и From the Vault.
- «Die Muthafucka Die» — сольный трек Dr. Dre, позже ремикшированный для сборника Suge Knight Represents: Chronic 2000, с участием Top Dogg, ремикс был выпущен в 2016 году.
- «Smoke On» — сольный трек Snoop Doggy Dogg, позже включенный в The Chronic Re-Lit и From the Vault.
- «OG to BG» (featuring Snoop Doggy Dogg) — ремикшированная версия с участием Soopafly, появилась на сборнике Suge Knight Represents: Chronic 2000. Оригинальная песня была опубликована в интернете в 2016 году.

## Участники записи
- Dr. Dre — вокал, синтезаторы, музыкальный продюсер, программирование ударных, сведение
- Snoop Doggy Dogg — вокал
- Lady of Rage — вокал
- Warren G — вокал
- The D.O.C. — соавтор
- RBX — вокал
- Nate Dogg — вокал
- Dat Nigga Daz — вокал, программирование ударных
- Kurupt — вокал
- Colin Wolfe — бас-гитара, бас-клавишные, соавтор
- Джастин Рейнхардт — клавишные
- Катисс Бакингем — флейта, саксофон
- Эрик «The Drunk» Бордерс — гитара
- Крис Клэрмонт — гитара
- Грег «Gregski» Роял — сведение
- Крис «The Glove» Тейлор — сведение
- Вилли Уилл — сведение
- Бен Батлер — продюсер
- Suge Knight — исполнительный продюсер

## Чарты

### Еженедельные чарты
| Чарт (1993)                            | Высшая позиция |
| -------------------------------------- | -------------- |
| Австралия (ARIA)                       | 91             |
| Великобритания (UK Albums Chart)       | 43             |
| Германия (Offizielle Top 100)          | 74             |
| Ирландия (IRMA)                        | 48             |
| Швеция (Sverigetopplistan)             | 35             |
| США (Billboard 200)                    | 3              |
| США (Billboard Top R&B/Hip-Hop Albums) | 1              |

### Итоговые годовые чарты (альбом)
| Чарт (1993)                          | Позиция |
| ------------------------------------ | ------- |
| Top Billboard 200 Albums (Billboard) | 6       |
| Top R&B/Hip-Hop Albums (Billboard)   | 2       |

### Синглы
| 1993 | «Nuthin’ But a “G” Thang» | 2  | 1  | 1  | 31 |
| 1993 | «Let Me Ride»             | 34 | 34 | 3  | 31 |
| 1993 | «Dre Day»                 | 8  | 6  | 13 | 59 |

## Сертификации

### Альбом
| Регион | Сертификация  | Продажи    |
| --- | ------------- | ---------- |
| Великобритания (BPI) | Золотой       | 260,814    |
| США (RIAA) | 3× Платиновый | 3 000 000^ |
| * Данные о продажах приведены только на основе сертификации. ^ Данные о тиражах приведены только на основе сертификации. |               |            |

### Синглы
| Регион | Сертификация | Продажи    |
| --- | ------------ | ---------- |
| США (RIAA) · «Nuthin’ But a “G” Thang»                                                                                   | Платиновый   | 1 000 000^ |
| США (RIAA) · «Dre Day»                                                                                                   | Золотой      | 500 000^   |
| * Данные о продажах приведены только на основе сертификации. ^ Данные о тиражах приведены только на основе сертификации. |              |            |

## Награды и номинации
- 8 декабря 1993 года за альбом The Chronic Dr. Dre победил в номинациях «#1 Debut Artist» («Дебютный исполнитель года»), "#1 R&B Artist («R&B-исполнитель года») и «#1 R&B Albums Artist» («Исполнитель года с R&B-альбомом») на церемонии вручения Billboard Music Awards в амфитеатре Universal Amphitheatre, расположенном в Лос-Анджелесе, штат Калифорния. После того, как шоу закончилось, Snoop Doggy Dogg был арестован за убийство участника конкурирующей банды.
- 7 февраля 1994 года за альбом The Chronic Dr. Dre победил в номинациях «Любимый рэп/хип-хоп артист» и «Любимый новый рэп/хип-хоп артист» на церемонии вручения American Music Awards в аудитории Святыни в Лос-Анджелесе.
- 3 сентября 1993 года видеоклип на песню «Nuthin’ But a “G” Thang» был номинирован в номинации «Лучшее рэп-видео», но проиграл видеоклипу на песню «People Everyday» группы Arrested Development на церемонии вручения MTV Video Music Awards в амфитеатре Universal Amphitheatre, расположенном в Лос-Анджелесе, штат Калифорния. В следующем году видеоклип на песню «Let Me Ride» также был номинирован в номинации «Лучшее рэп-видео».
- 1 марта 1994 года песня «Let Me Ride» принесла Dr. Dre «Грэмми» в номинации Лучшее сольное рэп-исполнение, а песня «Nuthin’ But a „G“ Thang» была номинирована в номинации Лучшее рэп-исполнение дуэтом или группой, но проиграла песне «Rebirth of Slick (Cool Like Dat)» группы Digable Planets на 36-й церемонии «Грэмми» в Радио-Сити-Мьюзик-холле в Нью-Йорке.
- 15 марта 1994 года песня «Nuthin’ But a „G“ Thang» была номинирована в номинации «Лучший R&B Single — мужской», но проиграла песне «Can We Talk» R&B-исполнителя Tevin Campbell, а видеоклип на эту песню был номинирован в номинации «Лучшее музыкальное видео», но проиграл видеоклипу на песню «If» R&B-певицы Janet Jackson на церемонии вручения Soul Train Music Awards в аудитории Святыни в Лос-Анджелесе. Snoop Doggy Dogg и Dr. Dre также выступили на этой церемонии с треками «Nuthin’ But a „G“ Thang» / «Who Am I? (What’s My Name?)».
- 25 апреля 1994 года альбом The Chronic победил в номинации «Альбом Года» на церемонии вручения The Source Awards. Dr. Dre также выиграл в номинациях «Артист года» и «Продюсер года» в театре The Paramount Theater в Нью-Йорке.

| Награда | Год  | Номинированная работа     | Категория                                              | Результат |
| --- | ---- | ------------------------- | ------------------------------------------------------ | --------- |
| Billboard Music Awards Архивировано 30 апреля 2020 года.                                                             | 1993 | Dr. Dre                   | #1 R&B Artist (R&B-исполнитель года)                   | Победа    |
| Billboard Music Awards Архивировано 30 апреля 2020 года.                                                             | 1993 | Dr. Dre                   | #1 R&B Albums Artist (Исполнитель года с R&B-альбомом) | Победа    |
| Billboard Music Awards Архивировано 30 апреля 2020 года.                                                             | 1993 | Dr. Dre                   | #1 Debut Artist (Дебютный исполнитель года)            | Победа    |
| American Music Awards Архивировано 12 сентября 2012 года.                                                            | 1994 | Dr. Dre                   | «Любимый рэп/хип-хоп артист»                           | Победа    |
| American Music Awards Архивировано 12 сентября 2012 года.                                                            | 1994 | Dr. Dre                   | «Любимый новый рэп/хип-хоп артист»                     | Победа    |
| MTV Video Music Awards Архивная копия от 7 декабря 2007 на Wayback Machine Архивировано 31 августа 2012 года.        | 1993 | «Nuthin’ But a “G” Thang» | Лучшее рэп-видео                                       | Номинация |
| MTV Video Music Awards Архивная копия от 7 декабря 2007 на Wayback Machine Архивировано 31 августа 2012 года.        | 1994 | «Let Me Ride»             | Лучшее рэп-видео                                       | Номинация |
| Grammy Awards Архивная копия от 16 октября 2017 на Wayback Machine Архивная копия от 15 июля 2020 на Wayback Machine | 1994 | «Nuthin’ But a „G“ Thang» | Лучшее рэп-исполнение дуэтом или группой               | Номинация |
| Grammy Awards Архивная копия от 16 октября 2017 на Wayback Machine Архивная копия от 15 июля 2020 на Wayback Machine | 1994 | «Let Me Ride»             | Лучшее сольное рэп-исполнение                          | Победа    |
| Soul Train Music Awards Архивная копия от 22 февраля 2022 на Wayback Machine                                         | 1994 | «Nuthin’ But a „G“ Thang» | Лучшее музыкальное видео                               | Номинация |
| Soul Train Music Awards Архивная копия от 22 февраля 2022 на Wayback Machine                                         | 1994 | «Nuthin’ But a „G“ Thang» | Лучший R&B Single — мужской                            | Номинация |
| The Source Hip-Hop Music Awards Архивная копия от 20 декабря 2019 на Wayback Machine                                 | 1994 | Dr. Dre                   | Артист года, соло                                      | Победа    |
| The Source Hip-Hop Music Awards Архивная копия от 20 декабря 2019 на Wayback Machine                                 | 1994 | Dr. Dre                   | Продюсер года                                          | Победа    |
| The Source Hip-Hop Music Awards Архивная копия от 20 декабря 2019 на Wayback Machine                                 | 1994 | The Chronic               | Альбом года                                            | Победа    |

## Список литературы
- Nathan Brackett[англ.], Christian Hoard. The New Rolling Stone Album Guide (англ.). — Simon and Schuster, 2004. — ISBN 0-74320-169-8.